# Kamiziak
Kamiziak (rus: Камызя́к; kazakh: Құмөзек, Qumózek) és una ciutat de l'óblast d'Astracan, a Rússia. Es troba a la riba del riu Kamiziak, que és una de les branques del Volga (un defluent) dins del delta del Volga. Situat 27 km al sud d'Astracan, té una població d'uns 16.000 habitants.

## Història
Kamiziak era un poble de pescadors del delta del Volga des d'aproximadament el 1560. Ve rebre l'estatus de ciutat el 2 de febrer de 1973.

## Estat administratiu i municipal
Dins del marc de divisions administratives, la ciutat de Kamiziak és la capital del Districte de Kamiziak (rus: Камызя́кский райо́н). Com a divisió municipal, la ciutat forma part de l'Assentament Urbà de Kamiziak.